# میپلدورهم
میپلدورهم (به انگلیسی: Mapledurham) یک منطقهٔ مسکونی در بریتانیا است که در آکسفوردشر جنوبی واقع شده‌است. میپلدورهم ۱۱٫۳۲ کیلومتر مربع مساحت و ۳۱۷ نفر جمعیت دارد.